# 海洋列車

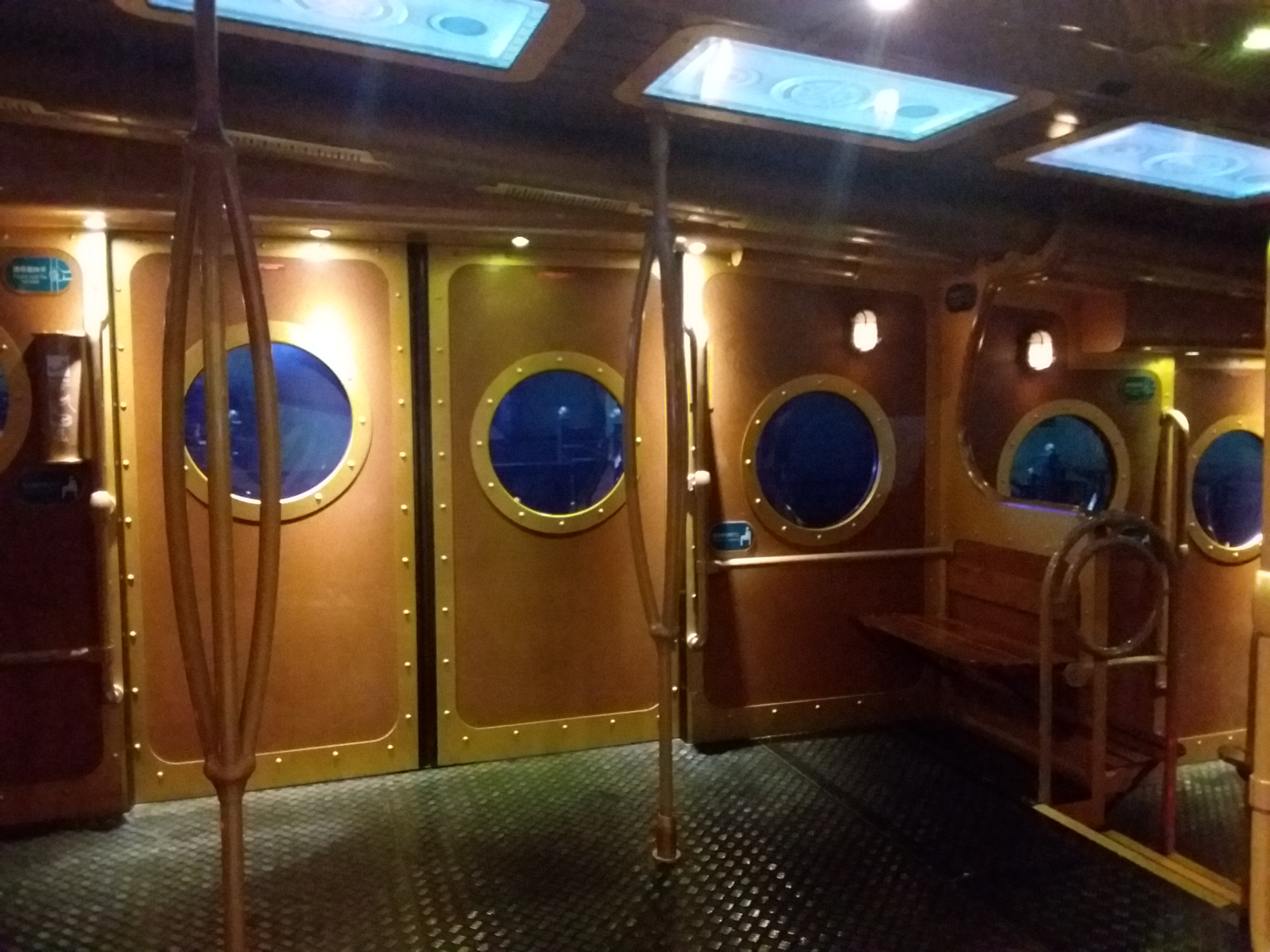
海洋列車車廂內部

| 海洋列車 Ocean Express |          |                           |                           |
| 海洋列車Ocean Express  |          |                           |                           |
| 開幕日                 | 開幕日   | 2009年9月9日              | 2009年9月9日              |
| 贊助商                 | 贊助商   | 福斯汽車 （現已停止贊助） | 福斯汽車 （現已停止贊助） |
| 所需時間               | 所需時間 | 5分鐘                     | 5分鐘                     |
| 人數                   | 人數     | 每列列車可載400人，共2列  | 每列列車可載400人，共2列  |
| 乘搭限制               | 乘搭限制 | 無                        | 無                        |
| 其他                   | 其他     | 設有海洋快證              | 設有海洋快證              |

海洋列車（英語：Ocean Express），是一個位於香港海洋公園園內的往复式地面缆车系統，列車透過隧道連接海濱樂園（山下——黃竹坑）與高峰樂園（山上——南朗山）兩個區域，往返高峰站與海濱站。列車以探索潛水艇為設計藍本，透過車廂內的多媒體設施，令遊客經歷一次彷彿穿越深海的旅程。全長1,300米，列車可載400人，車程4分鐘30秒，軌距1435毫米（標準軌），每小時最高單向載客量為5,000人。海洋列車同時亦令海洋公園成為全球首個擁有三組索道系統之主題公園，即兩條登山纜車及海洋列車。

## 海洋列車隧道
海洋列車的工程共開鑿出面積達71,300平方米的隧道，整條隧道全長1.3公里，長度相等於532輛車緊貼前後並排，而路軌長度足有29個足球場（足球場最低寬度為45米） 。

## 車站

### 海濱站
位於海洋公園海濱樂園（山下）的夢幻水都，於四川奇珍館旁，設一個港灣式月台，海拔高度+28米。抵站的列車會先開啟一邊車門，等待乘客落車後關門，再開啟另一邊車門讓乘客上車。

### 高峰站
位於高峰樂園（山上）的熱帶雨林天地，於動感天地之下，設一個港灣式月台，海拔高度+134米。抵站的列車也是會先開啟一邊車門，等待乘客落車後關門，再開啟另一邊車門讓乘客上車。

### 月台閘門
所有車站月台均設有月台閘門。

## 列車

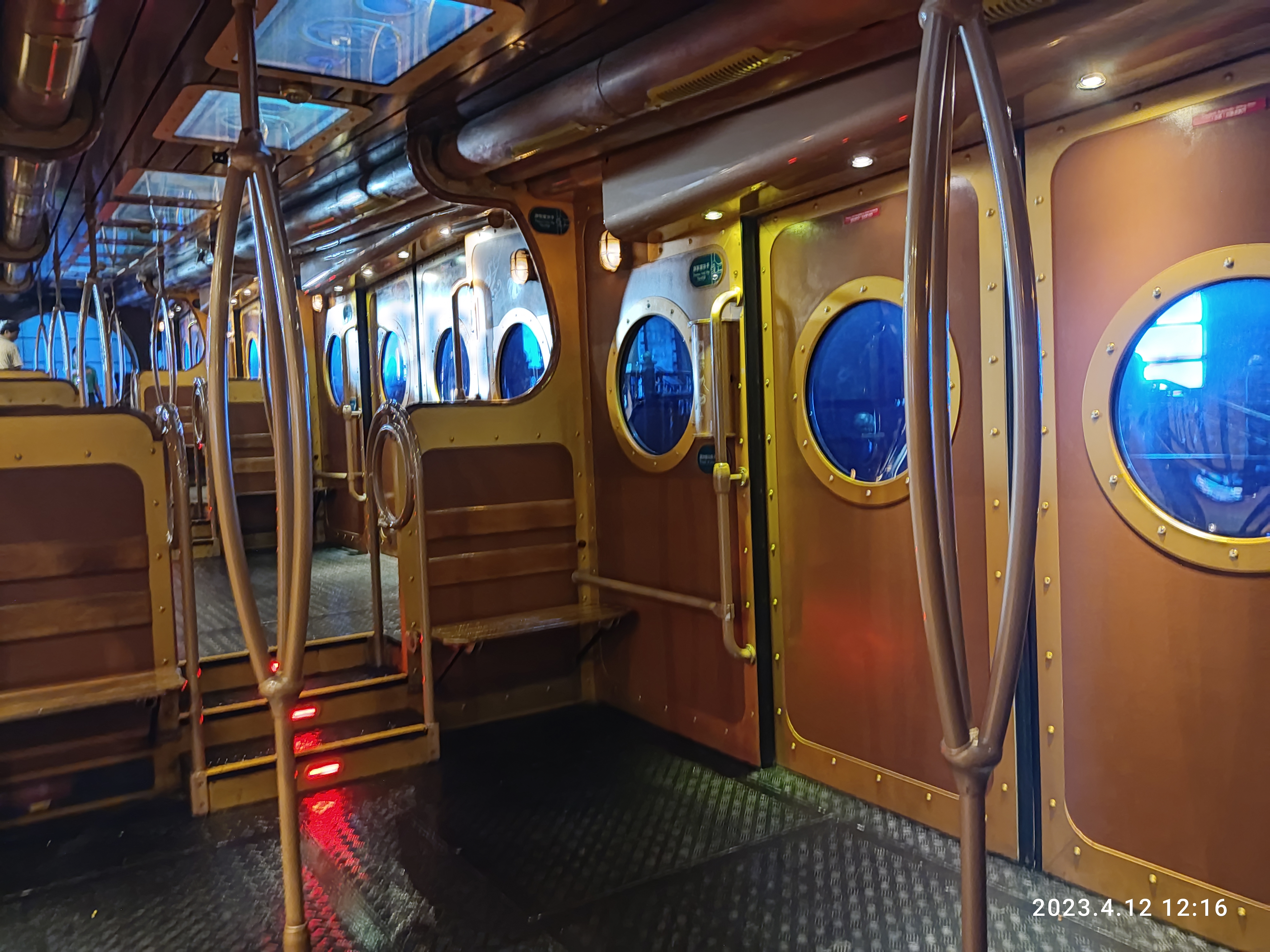
海洋列車車廂內部（2）

海洋列車由瑞士的Gangloff Switzerland製造，共有2列，每列各有2卡車廂，共4輛，軌距為1435毫米的標準軌，最高時速36公里，每列最多載客400人，設有空調設備，採用滑导线供電，以供給列車所須的電源及維持空調設備運作。列車的外觀取材自19世紀探險家的深海潛水艇，車身呈古銅色，車廂內部同樣以潛水艇風格設計，天花中央設有多部緊接的液晶顯示器，以及音響與燈光設備，在列車行駛時會播放多媒體片段，模擬巨型八爪魚會在窗外施以突襲及穿越海底遺蹟（經過會車處時），而優美的水母及魚群也會在窗外游過，令遊人仿如置身穿越深海的探秘旅程，上行和下行的播放次序相反。

## 事故
2010年12月5日中午，一列列車載著逾百乘客上山途中，路軌煞車系統突啟動，導致列車緊急剎停，7名男女在踫撞時受傷，其中一名70歲老翁送院時危殆。
同年12月16日，停駛了11日的海洋列車重開，車上增設多項安全設施，車速減慢至每秒7米，車程時間增至3分50秒。

## 外部連結
- 海洋列車09-09-2009新聞公報
- 海洋列車 香港海洋公園 （页面存档备份，存于）
- 圖庫:海洋列車-香港鐵路大典 （页面存档备份，存于）